# Liste du patrimoine immobilier classé de Chapelle-lez-Herlaimont
Cette page regroupe l'ensemble du patrimoine immobilier classé de la ville belge de Chapelle-lez-Herlaimont.
| Objet                                                           | Année de construction / Architecte | Adresse | Section communale | Coordonnées                      | Numéro d’inventaire | Illustration              |
| --------------------------------------------------------------- | ---------------------------------- | ------- | ----------------- | -------------------------------- | ------------------- | ------------------------- |
| Le buffet et la tuyauterie de l'orgue de l'église Saint-Germain |                                    |         |                   | 50° 28′ 13″ nord, 4° 17′ 07″ est | 52010-CLT-0006-01   | Image manquanteTéléverser |